# مارتن سنكلير
مارتن سنكلير (بالإنجليزية: Martin Sinclair)‏ هو لاعب كرة قدم بريطاني، ولد في 27 يونيو 1986.